# 歐文山 (沙克爾頓海岸)
83°44′S 169°50′E / 83.733°S 169.833°E
歐文山是南極洲的山峰，位於沙克爾頓海岸，屬於亞歷山德拉皇后山脈的一部分，處於比爾德摩爾冰川西部，現時由南極條約體系管理。